# Винко Пинтарић
Винко Пинтарић (3. април 1941. – 25. мај 1991) је био серијски убица и одметник који је убио петоро људи током 17 година.
Његов насилни, осветољубиви карактер и руковање ватреним оружјем улили су страх становништву Загорја гдје је провео године на слободи, ангажујући се у разним злочинима, све до своје смрти у пуцњави са полицијом 1991. године.
Медији, који су га видјели као Робин Худа, назвали су га „Чаруга Загорја“, по Јову Станисављевићу Чаруги, одметнику након Првог свјетског рата.

## Биографија

### Детињство и младост
Винко Пинтарић је рођен 1941. у Зринском Тополовцу, у близини Бјеловара. Током Другог свјетског рата његов отац Илија је био у партизанима, али су га пред крај рата одвеле Усташе и са њима је провео неколико мјесеци. Због тога су га агенти ОЗНА-е претукли у присуству његове породице, укључујући Винка и његовог старијег брата Јосипа, а затим га одвели са собом. Винкова мајка је позвала Илијине другове из рата, партизане, да интервенишу, али су они одбили. Илија се никада није вратио; према гласинама, убијен је дан након хапшења.
Винкова мајка се преудала неколико година касније, а његов очух, алкохоличар, га је физички злостављао. Ови трауматични догађаји су у њега улили осјећај издаје и подстакли у њему бијес и озлојеђеност, а он је касније говорио да треба „осветити свог оца“. У младости се почео интересовати за ватрено оружје, које је користио за криволов. У неколико наврата имао је нелегално оружје, које је одузела полиција.
Његов први брак је трајао само неколико мјесеци. Љут на третман својих рођака он их је злостављао, због чега је провео неколико мјесеци у затвору. Никада се није вратио својој жени. Умјесто тога, он се преселио у Забок и оженио се Катицом Тисанић, разведеном женом са дјететом. Саградили су кућу у Забоку и добили кћерку. Неко вријеме, Пинтарић је био добар муж и отац, који је желио да се удаљи од свог трауматичног дјетињства и пропалог брака.

### Прва убиства
Пинтарић је прво убиство починио 26. априла 1973. Тај дан је затражио посао у локалној фабрици, али је одбијен. Разочаран због поновљеног неуспјеха да обезбиједи посао у фабрици и сумње да је на то утицао његов брат који тамо већ ради, отишао је у кафану и тешко се напио. На путу кући ушао је у свађу и физички сукоб са комшијама, отишао у кућу по пиштољ, убио комшију и ранио његовог подстанара. Крио се 18 дана, а онда га је полиција одвела у психијатријску болницу Врапче на процјену, али је побјегао 18. септембра 1973. и поново се сакрио.
Пинтарић је сумњао у своју супругу да она помаже полицији да га ухвате или убију. Дана 24. октобра 1973. убио је своју жену док га је оговарала рођаки и побјегао у ноћ. Опет је био пијан када је починио злочин и није се сјећао тог догађаја сљедећег дана. Тек када је касније упитан шта се десило у Забоку, схватио је да је убио своју супругу.
Ухапшен је 20. октобра 1974. Полиција је сазнала у којој кући се крије и опколили су је. Након кратког преговора, Пинтарић се предао без отпора.
Пинтарић је осуђен за два убиства, покушај убиства и угрожавања комшија пуцањем на њихове куће. Признао је злочин, али се изјаснио да није крив тврдећи да је био увучен у убиство док је био пијан. Дана 18. новембра 1974. проглашен је кривим и осуђен на смрт, али је искористио право да му казна буде преиначена на 20 година затвора, највишом могућом затворском казном у складу са законом.

### Затвор и бијег
Пинтарић је казну издржавао у затвору Стара Градишка. Због доброг владања додијељене су му дужности које нису биле доступне другим затвореницима као што су припремање кафе и цвјећарство. Ипак, послије осам година затвора појавили су се проблеми, као што је упућивање пријетњи бившим комшијама. Истовремено, он је поднио захтјев за ослобађањем. Власти су биле свјесне његових пријетњи и одбили све молбе оцјењујући да би могао починити још злочина након пуштања из затвора.
Дана 21. фебруара 1982. Пинтарић је побјегао из затвора једноставним додавањем свог имена на списак затвореника који би требало да буду пуштени на слободу. Пет дана касније написао је писмо свом адвокату рекавши да је побјегао јер писање молби нема смисла. Најавио је да ће да убије много људи и да је оно што је урадио био само почетак.
Пинтарић је био у вези са Барбаром Шипек из села Андрашевец, у близини Доње Стубице. Живјели су заједно у њеној кући, чак су и крали заједно. Она је знала његов идентитет, као и сељани. Када ју је полиција ухапсила у априлу 1983. он је упао наоружан сачмарицом у близину породичне куће Куцељових и запријетио да ће убити 30 људи ако Барбара не буде пуштена. Међутим, Милан и Матија Куцељ су успјели да га изненаде и савладају, рањавајући га кухињским ножем. Позвали су полицију у Орославју. Пинтарић је тешко повријеђен али је преживио. Као резултат повреде није могао више користити десну руку.

### Затвор у Лепоглави и коначни бијег
Пинтарић је оптужен за пријетње, покушај убиства и 30 тачака за провале. Поново је осуђен на 20 година и послат у затвор Лепоглава. Живот иза решетака му је досадио па је одлучио да поново побјегне. Дана 3. септембра 1989. добио је слободан дан, али се није вратио у затвор.
Вратио се одметничком животу. Обијао је викендице у Хрватском загорју, пажљиво бирајући оне које имају јасан поглед према путу или да су близу шуме, тако да лакше побјегне.
У јуну 1990. полиција је добила информацију да је Пинтарић виђен у Просенику Зачретском, у близини Забока. Они су разговарали са Рудолфом Белином, власником оближње викендице. Неколико дана касније Белину је посјетио и убио Пинтарић, који је мислио да га је он издао властима. Убрзо након тога, он је убио комшију Барбаре Шипек, Штефа Кишура, јер му се она пожалила како је сусјед штапом убио једно од њених пилића и бацио га у њено двориште. Његова пета и посљедња жртва био је Божо Хабек, убијен 2. августа 1990. када је упитао параноичног Пинтарића „Тражите ли кога?“.
Полиција је била у близини Пинтарића два пута. Међутим, у обје сачекуше Пинтарић је отворио ватру, ранио полицајца и успио да побјегне.

### Смрт
Године 1991. Забочка полиција је поставила тим који се бавио лоцирањем и хватањем Пинтарића. Тада су научили више о његовим навикама. Он је био све више безбрижан, дијелом због употребе алкохола. У мају 1991. добили су информацију да је он у посјети својој љубавници Анкици Бухинчек и одлучили су да направе засједу код њене куће у близини Великог Трговишћа. Треће ноћи полицајци су видјели човјека који излази из шуме и прилази кући. Након што су јавили, придружио им се специјални тим из Кумровца и кућа је опкољена.
Када је Пинтарић ујутру изашао из куће позван је да се преда, али умјесто тога је отворио ватру. Дошло је до кратке размјене ватре у којој је он рањен и потрчао је назад у кућу. И даље је одбијао да се преда, и затражио је свог адвоката. Када је адвокат дошао, Пинтарић га је замолио да дође у кућу, што полиција није дозволила. Поподне истог дана, било је јасно да неће доћи до добровољне предаје, па је полиција испалила сузавац у кућу. Пинтарић је затим ранио Аницу у стомак оптужујући је за издају, и поново је отворио ватру према полицији. Један од полицајаца је тада ушао у кућу и убио Пинтарића једим пуцњем у главу. Жена је преживјела пуцњаву.
Винко Пинтарић је сахрањен на гробљу у Лепоглави, у неозначеном гробу.